# Hardifort
Hardifort är en kommun i departementet Nord i regionen Hauts-de-France i norra Frankrike. Kommunen ligger i kantonen Cassel som tillhör arrondissementet Dunkerque. År 2022 hade Hardifort 389 invånare.

## Befolkningsutveckling
Antalet invånare i kommunen Hardifort
| Referens: INSEE |